# Liste der Biografien/Kosk
Liste der Biografien |
Portal Biografien |
Personensuche
# |
A |
B |
C |
D |
E |
F |
G |
H |
I |
J |
K |
L |
M |
N |
O |
P |
Q |
R |
S |
T |
U |
V |
W |
X |
Y |
Z |
?
 
Ka |
Kb |
Kc |
Kd |
Ke |
Kf |
Kg |
Kh |
Ki |
Kj |
Kl |
Km |
Kn |
Ko |
Kp |
Kr |
Ks |
Kt |
Ku |
Kv |
Kw |
Ky |
Kx |
Kz
 
Koa |
Kob |
Koc |
Kod |
Koe |
Kof |
Kog |
Koh |
Koi |
Koj |
Kok |
Kol |
Kom |
Kon |
Koo |
Kop |
Kor |
Kos |
Kot |
Kou |
Kov |
Kow |
Kox |
Koy |
Koz
 
Kosa |
Kosb |
Kosc |
Kose |
Kosg |
Kosh |
Kosi |
Kosj |
Kosk |
Kosl |
Kosm |
Kosn |
Koso |
Kosp |
Koss |
Kost |
Kosu |
Kosv |
Kosy |
Kosz
Die Liste der Biografien führt alle Personen auf, die in der deutschsprachigen Wikipedia einen Artikel haben. Dieses ist eine Teilliste mit 48 Einträgen von Personen, deren Namen mit den Buchstaben „Kosk“ beginnt.

## Kosk

### Koska
- Koska, Elke, deutsche Schauspielerin und KunstmanagerinElke Koska

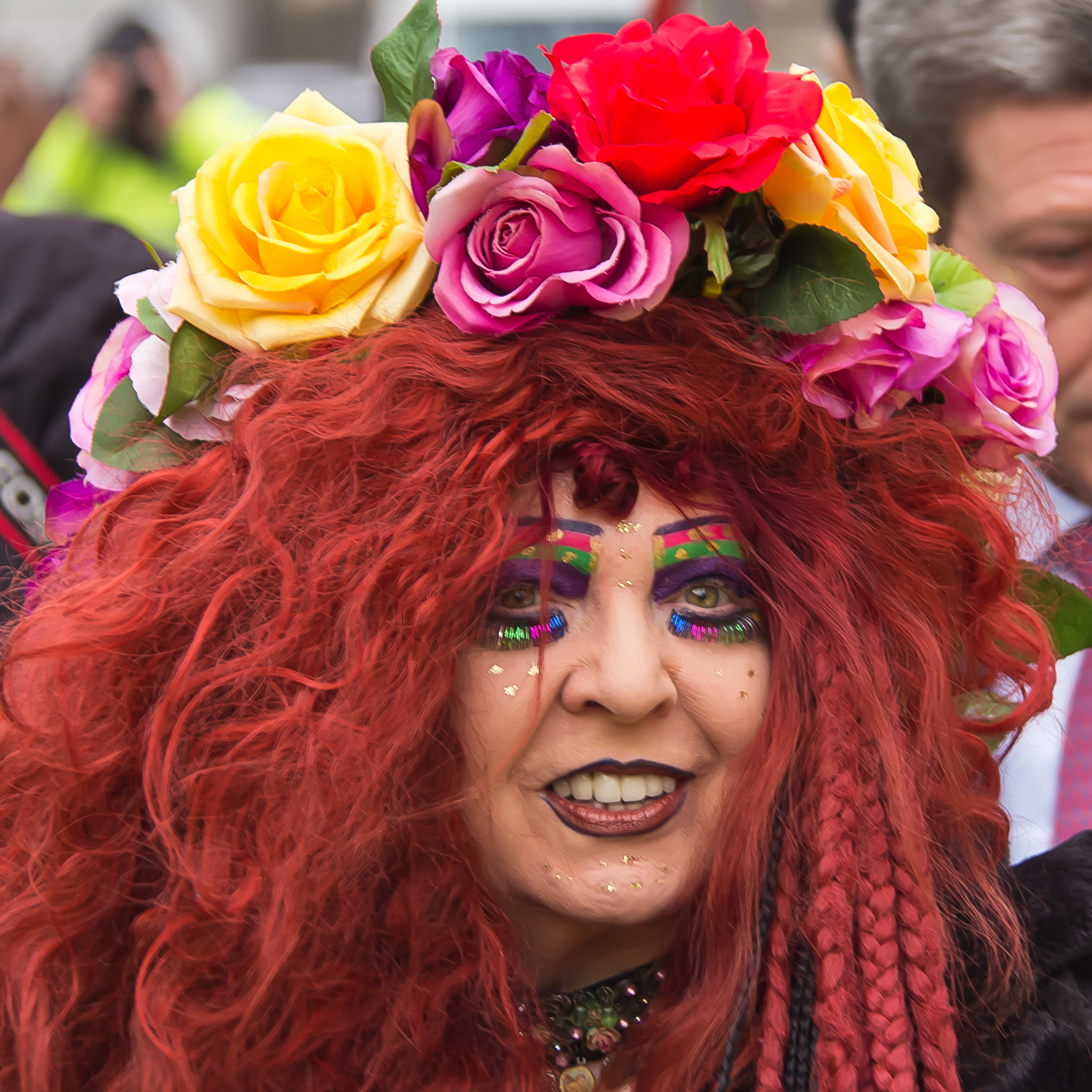
Elke Koska

- Koska, Willi (1902–1943), deutscher Politiker (KPD), MdR
- Koskas, Marco (* 1951), französischer Schriftsteller

### Koske
- Koske, Marga (1912–1997), deutsche Heimatforscherin
- Koskei, Benjamin Kimutai (* 1971), kenianischer Marathonläufer
- Koskei, Christopher (* 1974), kenianischer Hindernisläufer
- Koskei, James (* 1968), kenianischer Langstreckenläufer
- Koskei, Sammy (* 1961), kenianischer Mittelstreckenläufer
- Koskei, William (* 1947), ugandisch-kenianischer Hürdenläufer
- Koskel, Anet (* 2003), estnische Tennisspielerin
- Koskela, Erkki (1946–2020), finnischer Wirtschaftswissenschaftler
- Koskela, Harri (* 1965), finnischer Ringer
- Koskela, Lauri (1907–1944), finnischer Ringer
- Koskela, Pekka (* 1982), finnischer Eisschnellläufer
- Koskela, Toni (* 1983), finnischer Fußballspieler und -trainer
- Koskela, Väinö (1921–2016), finnischer Langstreckenläufer
- Koskelainen, Kari (* 1982), finnischer Unihockeyspieler auf der Position des Centers
- Koskelo, Kaarlo (1888–1953), finnischer Ringer
- Koskelo, Pauliine (* 1956), finnische Juristin und Richterin am Europäischen Gerichtshof für Menschenrechte
- Koskelo, Roosa (* 1991), finnische Volleyballspielerin
- Koskenkorva, Kimmo (* 1978), finnischer Eishockeyspieler
- Koskenkorva, Raino Armas (1926–2013), finnischer Radrennfahrer
- Koskenniemi, Martti (* 1953), finnischer Jurist und Völkerrechtsexperte
- Koskenniemi, Teodor (1887–1965), finnischer Leichtathlet
- Koskenniemi, Veikko Antero (1885–1962), finnischer Schriftsteller

### Koski
- Koski, Anthony (* 1946), US-amerikanischer Basketballspieler
- Koski, Ilkka (1928–1993), finnischer Boxer
- Koski, Markku (* 1981), finnischer Snowboarder
- Koskinen, Erkki (1925–2009), finnischer Radrennfahrer
- Koskinen, Kimmo (* 1948), finnischer Eisschnellläufer
- Koskinen, Lennart (* 1944), schwedischer Bischof der lutherischen Kirche
- Koskinen, Mikko (* 1988), finnischer Eishockeytorwart
- Koskinen, Natalie, finnische Sängerin
- Koskinen, Pasi (* 1973), finnischer Musiker
- Koskinen, Riina (* 1997), finnische Squashspielerin
- Koskinen, Suvi (* 1997), finnische Hammerwerferin
- Koskivaara, Eija (* 1965), finnische Orientierungsläuferin

### Kosko
- Kosko, Bart (* 1960), US-amerikanischer Autor und Hochschullehrer, Professor für Elektrotechnik und Recht an der University of Southern California (USC)
- Koskoff, Sarah, US-amerikanische Schauspielerin, Filmproduzentin und Drehbuchautorin

### Kosku
- Koskull, Adam von (1800–1874), kurländischer Landesbeamter
- Koskull, Anders Gustaf (1831–1904), schwedischer Genremaler und Tiermaler der Düsseldorfer Schule
- Koskull, Andreas von (1906–1992), deutsch-baltischer SS-Standartenführer und Kriegsverbrecher
- Koskull, Ernst von (1775–1856), preußischer Generalleutnant
- Koskull, Johan von (1964–2021), finnischer Regattasegler
- Koskull, Josi von (1898–1996), deutsche Schriftstellerin, Bibliothekarin und Übersetzerin russischer Literatur
- Koskull, Peter Johann von (1786–1852), russischer Generalleutnant
- Koskull, Verena von (* 1970), deutsche Übersetzerin

### Kosky
- Kosky, Barrie (* 1967), deutsch-australischer Opern- und Theaterregisseur